# Saint-Martin-des-Noyers
Saint-Martin-des-Noyers település Franciaországban, Vendée megyében. Lakosainak száma 2540 fő (2022. január 1.). Saint-Martin-des-Noyers La Chaize-le-Vicomte, Essarts-en-Bocage, La Ferrière, Fougeré, La Merlatière, Sainte-Cécile, Saint-Hilaire-le-Vouhis és Les Essarts községekkel határos.

## Népesség
A település népessége az elmúlt években az alábbi módon változott:
| Lakosok száma | 2271 | 2305 | 2343 | 2372 | 2427 | 2483 | 2512 | 2520 | 2540 |
|               | 2013 | 2015 | 2016 | 2017 | 2018 | 2019 | 2020 | 2021 | 2022 |